# Mikalaj Chandohin
Mikalaj Iwanawitsch Chandohin (belarussisch Мікалай Іванавіч Хандогін, russisch Николай Иванович Хандогин; geb. 1909 in Wolynzy (Belarus); gest. 1989) war ein sowjetischer Kriegsfotograf. Er arbeitete von 1935 bis 1977 für die Armeezeitung Auf Heimatwacht (На страже родины) des Leningrader Militärbezirks. Chandohin zählt zu den wenigen sowjetischen Kriegsbildberichterstattern, die während des sowjetisch-finnischen Winterkriegs 1939/40 in Karelien fotografierten. Bekannt geworden sind einige seiner Fotos von der Leningrader Blockade durch deutsche Truppen vom 8. September 1941 bis zum 27. Januar 1944.

## Lebensweg
Mikalaj Chandohin wurde 1909 im belarussischen Dorf Wolynzy geboren. Er wuchs vaterlos auf. Chandohin arbeitete als landwirtschaftlicher Knecht; später bestritt er seinen Lebenunterhalt als Schäfer und Hilfsarbeiter. Er trat dem sowjetischen Jugendverband Komsomol bei und wurde als Jungkomsomolze in Minsk zum Filmvorführer ausgebildet. Nach dieser Ausbildung fuhr er mit dem Filmprojektor über weißrussische Dörfer und führte Filme vor. 
Während seines Militärdienstes begann Chandohin, sich mit Fotografie zu befassen. Er absolvierte Kurse in Fotografie und begann, für eine Armeezeitung zu fotografieren. Bei einem Wettbewerb der Roten Armee erhielt er für seine Aufnahme eines Panzers bei der Überwindung eines Wasserhindernisses den ersten Preis: eine Foto-Kamera der sowjetischen Marke Fotokor von GOMZ (Gossudarstwenny Optiko-Mechanitscheski Sawod). Nach dem Armeedienst stellte er sich im Jahr 1935 in der Redaktion der Zeitung Auf Heimatwacht des Leningrader Militärbeziks vor, der er zuvor schon Aufnahmen aus dem Soldatenalltag zugesandt hatte. Er wurde zunächst probeweise eingestellt, blieb dann aber über vierzig Jahre lang ohne Unterbrechung Mitglied der Redaktion. 
Chandohin lernte rasch, seine Fotografien so zu gestalten, dass viele sowjetische Zeitungen sie gern druckten. Er inszenierte seine Aufnahmen sorgfältig; bei seinen zahlreichen Porträtfotos von „vorbildlichen“ Sowjetsoldaten achtete er besonders auf den korrekten Sitz der Uniformen, die richtige Haltung der Waffen und die heroisierende Inszenierung. Auch seine Genre-Fotos waren sorgfältig inszeniert. 
Als sowjetische Truppen am 30. November 1939 auf der Karelischen Landenge die sowjetisch-finnische Grenze überschriften und nach Finnland einmarschierten, waren auch sowjetische Militärberichterstatter zugegen, darunter Mitarbeiter der Militärbezirkszeitung. Die in der Militärzeitung Auf Heimatwacht abgedruckten Aufnahmen wurden stets unter den beiden Namen L. Bernstejn und N. Chandogin publiziert. Beide waren derselben Militär-Einheit zugeordnet. Es ist daher bei vielen Fotografien heute nicht mehr nachvollziehbar, welcher der beiden Bildberichterstatter sie tatsächlich aufgenommen hat. 
Bei strengem Frost von bis zu 40 Grad unter Null funktionierte bei den importierten Leica-Kameras der Verschluss nicht mehr. Die einheimischen „FED“-Kameras erwiesen sich als frostbeständiger. Dass es den Fotoreportern an Wechselobjektiven fehlte, beschränkte ihre Möglichkeiten – ohne Teleobjektiv waren Aufnahmen vom unmittelbaren Kampfgeschehen kaum möglich. Aber wohl nicht nur aufgrund der ungünstigen Wetterbedingungen und wegen ihrer mangelhaften Fotoausrüstung machten Chandohin und Bernstejn so gut wie keine Aufnahmen von Kampfhandlungen – in den großen sowjetischen Tageszeitungen waren auch von anderen Bildberichterstattern keine solchen Aufnahmen zu finden. In den Archiv-Bänden der Tageszeitungen „Prawda“ und  „Iswestija" sowie in der illustrierten Wochen-Zeitschrift „Ogonjok" aus den Wintermonaten 1939/40 sind weder Berichte noch Fotos zu militärischen Vorgängen zu finden, als habe gar kein finnisch-sowjetischer Krieg stattgefunden. Lediglich in drei Ausgaben von Mitte Januar 1940 brachten die Zeitungen lange Listen der in den Kämpfen ausgezeichneten Soldaten und Kommandeure.
Die Politverwaltung des Militärbezirks erteilte Chandohin den Auftrag, alle Ordensträger, die sich an der Front befanden, und sowjetische „Helden“ der vergangenen Kämpfe zu fotografieren. Dass Chandohin diese Aufnahmen im Hinterland, in einem beheizten Raum machte, lässt sich anhand der Bekleidung der Porträtierten und der Inszenierung der Porträtfotos erkennen. 
Chandohin war am Morgen des 22. Juni 1941 gerade im Auftrag seiner Redaktion in ein Übungslager der Einheiten des Leningrader Militärbezirks gefahren, als er vom Ausbruch des deutsch-sowjetischen Krieges erfuhr. 
Die Kampfhandlungen und das Leben in Leningrad während der Blockade durch deutsche Truppen wurde – außer von Mikalaj Chandohin – noch von zwei weiteren Fotoreportern der Militärzeitung Auf Heimatwacht fotografiert, nämlich von A. Sekretarew und I. Fetissow. Auf seinem Weg zur Hauptkampflinie fotografierte Chandohin in Leningrad zum Beispiel Unterstände in den Stadtparks, Flugabwehrgeschütze vor dem Hintergrund der Isaakskathedrale, Sperrballons, Flak-Scheinwerfer, Zerstörungen nach Bombenangriffen und Artilleriebeschüssen und natürlich die Leningrader. Dabei hat Chandohin bei weitem nicht alles aufgenommen, was in Leningrad während des Krieges geschah, und vieles von dem, was er fotografierte, wurde weder damals noch später publiziert. Flüchtende Zivilbevölkerung oder sowjetische Soldaten auf dem Rückzug zu fotografieren, war verboten. Gezeigt werden sollten nur die Bilder, die die Soldaten und die Bevölkerung im Hinterland mobilisieren und ihren Glauben an einen sowjetischen Sieg stärken konnten. Als die Schriftsteller Daniil Alexandrowitsch Granin und Ales Adamowitsch begannen, Fotos für ihr geplantes „Blockadebuch“ über Leningrad unter deutscher Belagerung zu sammeln, stellte sich heraus, dass in den Leningrader Archiven kaum Bilder vom damaligen Leid zu finden waren.
Nach blutigen, verlustreichen Kämpfen gelang es der Roten Armee durch die Rückeroberung von Schlüsselburg, eine erste Bresche in den deutschen Blockadering um Leningrad zu schlagen. Chandohin erreichte Schlüsselburg zusammen mit den vordersten sowjetischen Einheiten. Er hatte vorsorglich ein Stück roten Stoffs mitgebracht. Das übergab er gleich nach der Einnahme an sowjetische Soldaten, mit der Aufforderung, es als Rote Fahne auf dem Dach der Kommandantur aufzupflanzen. Er suchte währenddessen einen günstigen Kamerastandpunkt und fotografierte den symbolträchtigen Moment. Wie Chandohin wusste, druckten sowjetische Zeitungen solche Fotos stets sehr gern ab.
Chandohin wurde im ersten Jahr der Blockade Leningrads mit der Tapferkeitsmedaille ausgezeichnet. Später erhielt er weitere Auszeichnungen, darunter zwei Orden des Roten Sterns und die Medaille „Für die Verteidigung Leningrads“. Mehrmals wurde er für gute Kenntnisse in militärischen Angelegenheiten ausgezeichnet.
Nach dem Krieg wurde Chandohins Zeitung, Auf Heimatwacht, wieder zur Zeitung des Leningrader Militärbezirks, in der er bis 1977 arbeitete. Er wurde als Hauptmann in den Ruhestand versetzt. Danach zeigte Chandohin seine Fotos in Schulen und in Armeeeinheiten, Kulturhäusern und anderen Einrichtungen. 1965 nahm Chandohin an einer gesamtsowjetischen Fotoausstellung teil, die die Bilder der Frontfotografen aus der Zeit des Zweiten Weltkriegs zeigte. Außerdem werden Fotografien von Mikalaj Chandohin in der Dauerausstellung des Museums der Geschichte St. Petersburgs gezeigt.